# Heterogonium wigmanii
Heterogonium wigmanii är en ormbunkeart som först beskrevs av Marian Raciborski, och fick sitt nu gällande namn av Holtt. Heterogonium wigmanii ingår i släktet Heterogonium och familjen Tectariaceae. Inga underarter finns listade.